# Komisja ds. Kontaktów Religijnych z Judaizmem

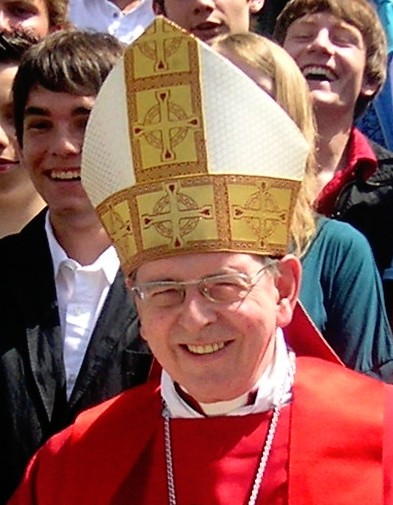
1 lipca 2010 nowym przewodniczącym Papieskiej Rady ds. Popierania jedności chrześcijan a co za tym idzie również komisji ds. Kontaktów Religijnych z Judaizmem został abp Kurt Koch.

Komisja ds. Kontaktów Religijnych z Judaizmem jest jednym z urzędów kurii rzymskiej działającej przy Stolicy Apostolskiej.
Komisja jest odpowiedzialna za sprawy związane z dialogiem pomiędzy religią katolicką a wyznawcami judaizmu. Działa Przy Papieskiej radzie ds. Popierania Jedności Chrześcijan.
Obecnie funkcję przewodniczącego komisji pełni kard. Kurt Koch.

## Historia
Komisja powstała 22 października 1974 r. z inicjatywy papieża Pawła VI. Jednak już wcześniej rozpoczęto rozmowy na temat dialogu z judaizmem. W tym celu w 1960 r. po utworzeniu Sekretariatu Jedności Chrześcijan papież Jan XXIII powierzył kard. Augustinowi Bei, który był przewodniczącym tego sekretariatu, również sprawy dialogu z wyznawcami religii mojżeszowej.
Podczas Soboru Watykańskiego II wystąpił problem gdzie zakwalifikować Judaizm: czy do relacji ekumenicznych czy do dialogu z religiami niechrześcijańskimi. Jednak z powodów politycznych islam i judaizm został potraktowany w taki sam sposób i włączony został do Deklaracji o stosunku Kościoła do religii niechrześcijańskich. Wynikiem tej Deklaracji było utworzenie w 1964 r. przez Pawła VI Sekretariatu dla Niechrześcijan. Jednak po utworzeniu samej komisji w 1974 r. została ona ostatecznie dołączona do Papieskiej rady ds. Popierania Jedności Chrześcijan.
Po śmierci kard. Bei na stanowisku przewodniczącego komisji ekumenicznej zastąpił go kard. Johannes Willebrands stając się tym samym w 1974 r. pierwszym przewodniczącym samej komisji ds. Kontaktów Religijnych z Judaizmem. Jeszcze tego samego roku udało się członkom komisji udać do Jerozolimy i tam spotkać się z przedstawicielami zarówno władz religijnych jak i państwowych Izraela.
Pierwszym dokumentem Komisji były : Wskazówki i sugestie w sprawie wprowadzenia w życie deklaracji soborowej „Nostra aetate” nr 4, który przypominał o wspólnym dziedzictwie katolików i wyznawców judaizmu.

### Obecny zarząd Komisji
- Przewodniczący: kard. Kurt Koch
- Wiceprzewodniczący: bp Brian Farrell
- Sekretarz: ks. Norbert J. Hofmann